# Гетто в Барани
Гетто в Бара́ни (сентябрь 1941 — 8 апреля 1942) — еврейское гетто, место принудительного переселения евреев города Барань Оршанского района Витебской области и близлежащих населённых пунктов в процессе преследования и уничтожения евреев во время оккупации территории Белоруссии войсками нацистской Германии в период Второй мировой войны.

## Оккупация Барани и создание гетто
К июню 1941 года в городе Барань проживало более 50 евреев. До прихода немцев эвакуировалась только семья Черномордик. Несколько мужчин-евреев призвали в ряды Красной армии. Поселок был захвачен немецкими войсками 16 июля 1941 года, и оккупация продлилась почти три года — до 27 июня 1944 года.
Реализуя нацистскую программу уничтожения евреев, немцы создавали гетто почти во всех городах и населённых пунктах Беларуси, где проживало еврейское население. Так и в Барани оккупанты в сентябре 1941 года согнали в гетто всех оставшихся евреев — около 45 человек.

## Условия в гетто
Гетто Барани было «открытого типа» и занимало два двухэтажных домах № 19 и 21 на улице Ялтинской (сегодня — Заречная). Узникам запрещалось выходить их помещений после 18.00 и покидать территорию Барани.

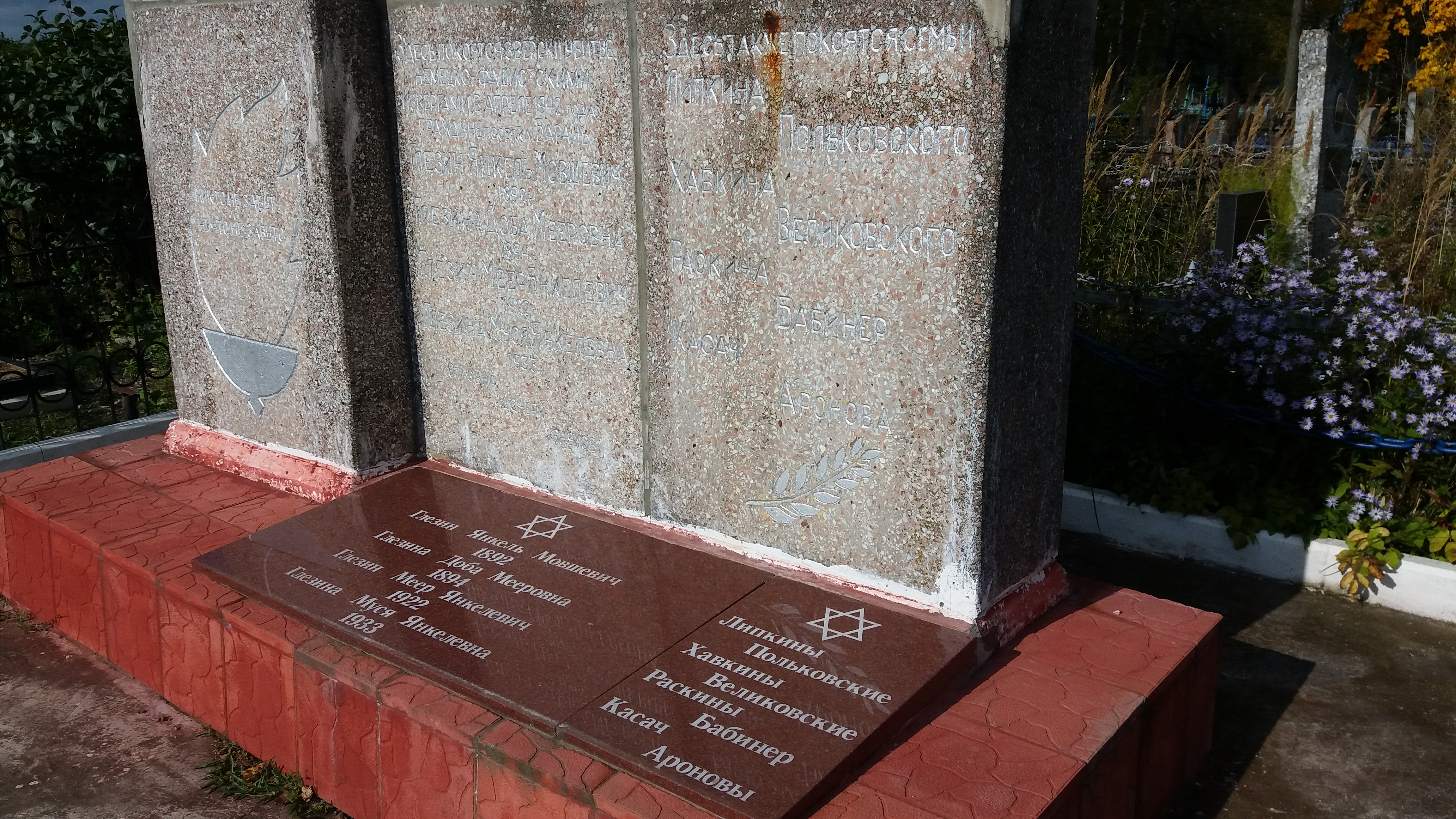

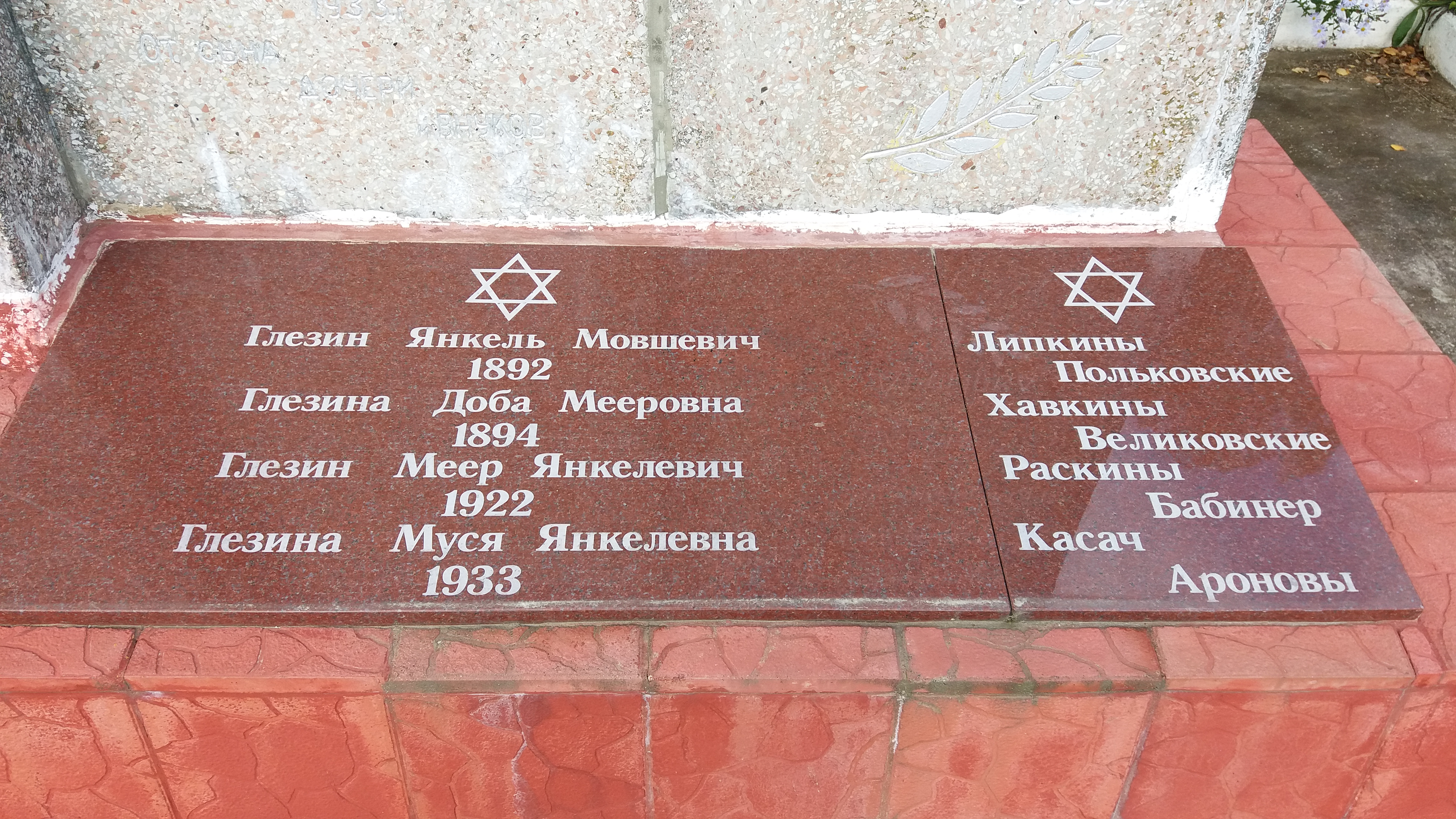

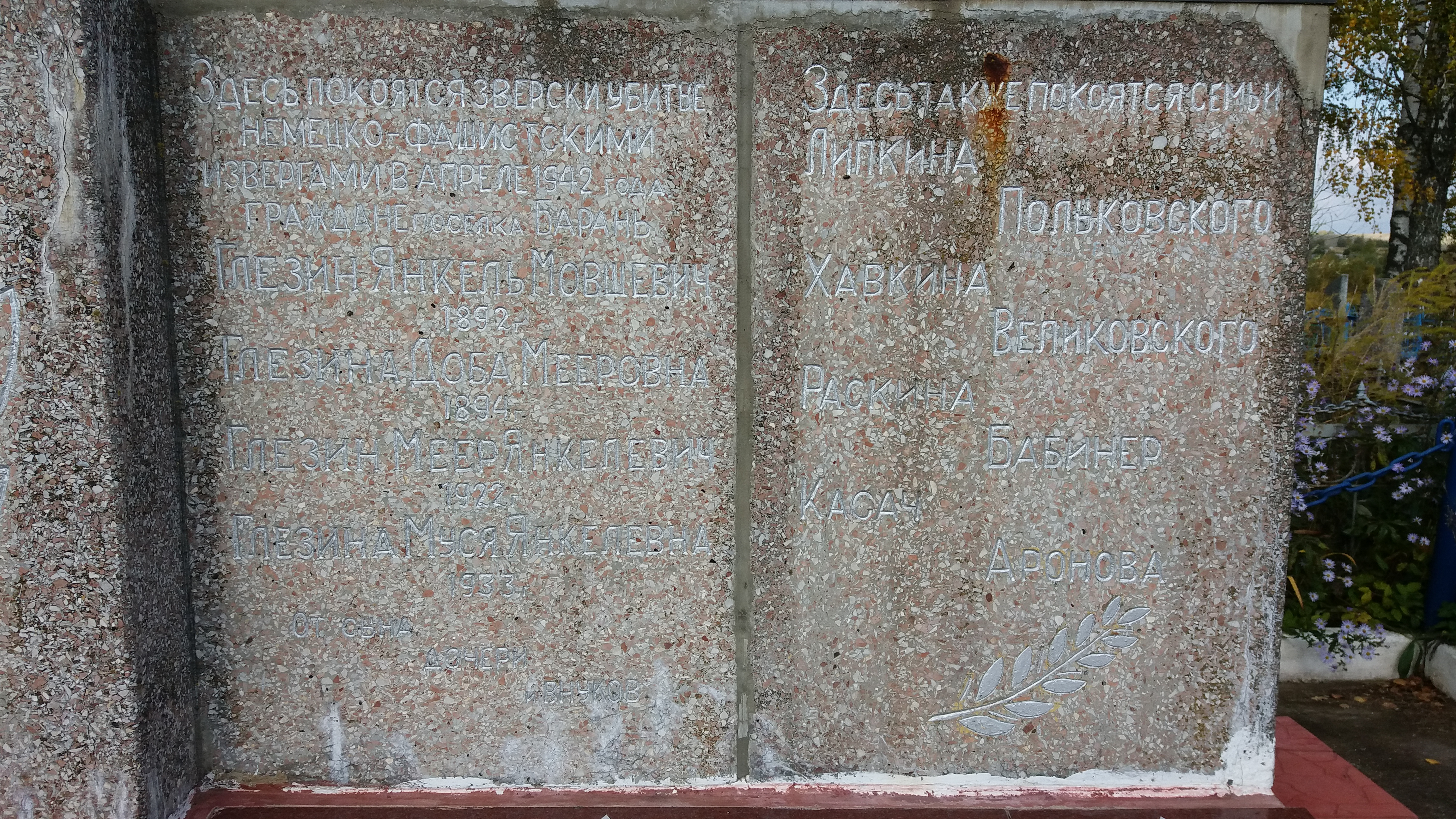
Надпись на памятнике на братской могиле евреев Барани

Евреи в гетто голодали и обменивали последние вещи на продукты. Спать большинству узников приходилось прямо на полу. Евреев использовали на самых тяжелых и грязных принудительных работах.

## Уничтожение гетто
8 апреля 1942 года последних евреев Барани (50 человек) под конвоем немецких солдат и белорусских полицейских пригнали к заранее выкопанной яме на кладбище и убили. Во время этой «акции» (таким эвфемизмом нацисты называли организованные ими массовые убийства) пыталась убежать 16-летняя Лена Полыковская, но её застрелили. Спастись удалось Абраму Хавкину и Илье Глезину.

## Память
Памятник жертвам геноцида евреев в Барани расположен на городском кладбище в 300 метрах от улицы Сорокина.